# Melvine Malard

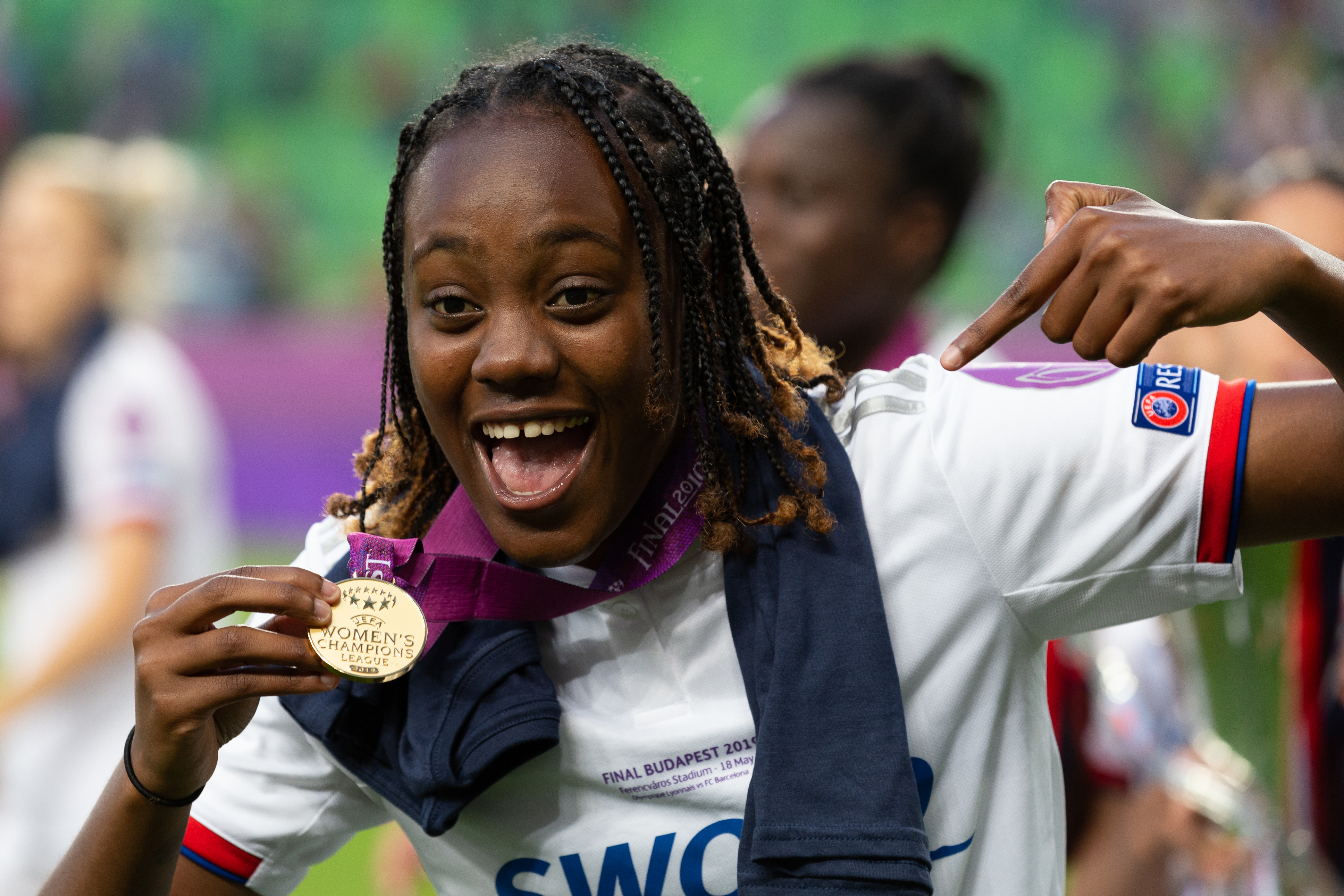
Melvine Malard (2019)

Melvine Malard (* 28. Juni 2000 in Saint-Denis auf La Réunion) ist eine französische Fußballspielerin.

## Vereinskarriere
Melvine Malard begann als Achtjährige in der Jugendabteilung des FC Saint-Denis mit dem Vereinsfußball. Aufgrund ihres Talents fand sie 2014 Aufnahme im Nachwuchsausbildungszentrum von Olympique Lyon. Dort wurde sie bereits ein Jahr später in der weiblichen A-Jugend eingesetzt und fand zudem Berücksichtigung in der B-Jugend-Nationalmannschaft Frankreichs (siehe weiter unten). Im Sommer 2017 gab der Verein Malard ihren ersten Profivertrag. Ihr erstes Pflichtspiel für Lyons Frauenteam war ein Kurzeinsatz im November dieses Jahres bei einem Europapokalspiel gegen BIIK Kazygurt, wo Trainer Reynald Pedros sie für die Schlussviertelstunde anstelle von Camille Abily einwechselte. In der französischen Liga ließ ihr Debüt aber noch auf sich warten; dies erfolgte erst im Oktober 2018 bei einem Auswärtssieg gegen den FC Metz, als Pedros die Stürmerin für Delphine Cascarino brachte. In dieser Saison kamen nur noch ein weiterer Punktspiel-, ein Champions-League-Einsatz – beide Male wiederum erst in den letzten 20 Minuten – und ein 90-minütiger Auftritt im Landespokal-Halbfinale hinzu.
In der Hinrunde der Spielzeit 2019/20 erhielt sie nicht einmal mehr Kurzeinsätze in Lyons „Starensemble“, das in der Offensive unter anderem mit Cascarino, Ada Hegerberg, Eugénie Le Sommer, Nikita Parris und Shanice van de Sanden hochkarätige Konkurrenz für Melvine Malard aufwies. Damit sie Spielpraxis sammeln konnte, verlieh OL sie frühzeitig an den Erstligisten FC Fleury; dort brachte sie es auf elf Einsätze, in denen sie zudem drei Tore schoss und die (aufgrund der Coronavirus-Pandemie vorzeitig abgebrochene) Saison auf einem ordentlichen Platz im Tabellenmittelfeld beendete. Kaum zurück in Lyon, erhielt sie bei Olympique von Pedros-Nachfolger Jean-Luc Vasseur noch eine Minute Spielzeit, der ihr allerdings zugleich die aktive Mitwirkung am Gewinn eines besonders wertvollen Titels einbrachte – beim mit 3:1 gewonnenen Champions-League-Finale gegen den VfL Wolfsburg.
2020/21 spielte Malard regelmäßiger, wenngleich sie weiterhin noch keine Stammspielerin ist, und kam bis Mitte März bei 13 der 15 Punktspiele zum Einsatz. Auf europäischer Ebene allerdings stand die Zwanzigjährige nicht nur in allen vier Begegnungen des Sechzehntel- und Achtelfinales auf dem Rasen, sondern erzielte dabei auch genauso viele Treffer.

### Stationen
- 2008–2014 FC Saint-Denis
- 2014–2019 Olympique Lyon
- September 2019–2020 FC Fleury
- seit 2020 Olympique Lyon

## Nationalspielerin
Melvine Malard hat als Jugendliche und Jungerwachsene für sämtliche französischen Auswahlmannschaften gespielt und war dort stets Stammspielerin. Mit der B-Jugend beider Jahrgänge (U16/U17) lief sie in den Jahren 2016 und 2017 insgesamt 19-mal auf, darunter auch bei der U17-Europameisterschaft in Tschechien, und schoss dabei insgesamt 17 Tore. Der A-Jugend-Frauschaft (U19) gehörte sie 2018 und 2019 bei 17 Begegnungen an, und auch hier war sie als Torjägerin mit 12 Treffern erfolgreich. Als die Französinnen 2019 den Europameistertitel gewannen, wurde sie bei der Endrunde in Schottland zur alleinigen Torschützenkönigin gekürt. Trainer Gilles Eyquem, der sowohl Frankreichs ältesten Jugendjahrgang als auch die Juniorinnen betreut, hatte Malard als gerade 17-Jährige zudem bereits 2017 zur U20 geholt, 2018 in seinem Aufgebot bei der U20-Weltmeisterschaft im eigenen Land nominiert und dann in fünf der sechs französischen Partien auch eingesetzt. Bis einschließlich März 2020 kam Melvine Malard in diesem Kreis zu zehn Länderspielen mit einem eigenen Treffer.
Obwohl die Stürmerin in den nationalen französischen Wettbewerben nur eine recht überschaubare Zahl von Einsätzen vorzuweisen hatte, verhalf ihr Trainerin Corinne Diacre bereits im September 2020 zu ihrem Debüt in Frankreichs A-Nationalelf. Bei einem EM-Qualifikationsspiel in Serbien wechselte sie Melvine Malard ein, ebenso bei einer weiteren Begegnung Ende des Jahres. Im Februar 2021 gehörte sie dann bei zwei Freundschaftsspielen gegen die Schweiz sogar jeweils zur Startformation; dabei war sie aufgrund der Absagen von Marie-Antoinette Katoto, Valérie Gauvin, Eugénie Le Sommer und Viviane Asseyi überhaupt nur nachträglich nominiert worden. Im Jahr darauf zählt sie zum Aufgebot der Französinnen für die Europameisterschaft in England.
Bisher stehen bei Malard 17 A-Länderspiele zu Buche, in denen sie fünf Treffer erzielte. (Stand: 23. Juli 2022)

## Palmarès
- U19-Europameisterin 2019 und beste Torschützin des Endrundenturniers
- Französische Meisterin: 2019, 2022
- Champions-League-Siegerin: 2018, 2019 (jeweils ohne Einsatz im Finale), 2020, 2022